# Cangoderces lewisi
Cangoderces lewisi är en spindelart som beskrevs av Herbert Hasting Harington 1951. Cangoderces lewisi ingår i släktet Cangoderces och familjen Telemidae. Inga underarter finns listade.